# Ressons-sur-Matz

Ressons-sur-Matz este o comună în departamentul Oise, Franța. În 1 ianuarie 2022 avea o populație de 1.742 de locuitori.